# Charles de Châtillon
Charles de Châtillon est né en 1338 et mort en 1401.
Charles de Châtillon est seigneur de Souain, de Gandelu et de Jonchery-sur-Vesle, chevalier, conseiller, chambellan du roi Charles VI de France. Il se trouve à la bataille de Roosebeke et au siège de Cassel (Nord), Grand Maître des Eaux et Forêts, Grand Queux de France, il se marie avec Jeanne de Coucy.

## Sa famille

Blason de la Maison de Montmorency.

Son père, Jean II de Châtillon, veuf en 1336, se remarie le 13 octobre 1336 avec Isabeau de Montmorency, dame de Germaines (1310-1341), fille de Jean Ier de Montmorency et Jeanne de Calletot.
Charles de Châtillon est le petit-fils de Gaucher V de Châtillon, comte de Château-Porcien, et d'Isabeau de Dreux (1264-1300), princesse du sang royal de France, fille de Robert Ier (1217-1264), seigneur de Beu, vicomte de Châteaudun.
Charles de Châtillon est donc un descendant de la Maison de Châtillon, et de la Maison de Montmorency par sa mère.
Son père, en son temps est Grand Queux de France, puis Grand Maître de France, Comte de Château-Porcien, Sire de Châtillon-sur-Marne, Gandelus, de Troissy, Marigny et la Ferté en Ponthieu, du chef de sa femme. Charles hérite des terres, mais aussi en quelque sorte des charges de ses ancêtres.

## Biographie
Charles de Châtillon est seigneur de Souvain et de Jonchery-sur-Vesle, chevalier, conseiller, chambellan du roi Charles VI de France, roi de France de 1380 à 1422.
Charles de Châtillon demeure prisonnier des Anglais en 1374. Il se trouve à la bataille de Roosebeke, également appelée bataille du Mont-d'Or, qui se déroule près du village de Roosebeke, actuellement Westrozebeke en Flandre-Occidentale, le 27 novembre 1382. Elle oppose une troupe de miliciens flamands, commandés par Philippe van Artevelde à l'ost français conduit par Charles VI de France et commandé par Olivier V de Clisson. Il se bat également au siège de Cassel (Nord) en 1383.
Charles de Châtillon est fait :
- Souverain et général réformateur des Eaux et Forêts de France le 4 juillet 1384, et reçoit un don d'une somme de deux mille livres la même année. Il donne quittance de 100 livres sur ses gages le 24 mai 1387. Son sceau est aux armes des Châtillon, avec une merlette au chef[1].
- Grand Queux de France, en 1390, après la mort de Guillaume, châtelain de Beauvais.

Le 22 juin 1394, le roi confie au souverain maître des forêts, Charles de Châtillon, une nouvelle réformation. Malheureusement la guerre ne va pas permettre de mettre en place cette politique nouvelle de préservation et d'exploitation des forêts du domaine royal.
Charles de Châtillon meurt en 1401.

## Descendance

Armes des Villiers de L'Isle-Adam.

Charles de Châtillon (-Porcien-Gandelu) se marie, vers 1365, avec Jeanne de Coucy, fille d'Enguerrand VI de Coucy, seigneur de Coucy et de Catherine von Habsburg, dont deux filles :
- Jeanne de Châtillon (1370-1457), mariée le 21 mai 1383 avec Pierre II de Villiers (1365-1398), seigneur de L'Isle-Adam (1365-1398), chambellan du roi Charles VI, fils de Pierre de Villiers. Elle est la mère de Jean de Villiers de L'Isle-Adam, maréchal de France.
- Isabeau de Châtillon (1375-1403), dame de Sains, mariée avec Charles de Soyécourt, seigneur de Mouy, conseiller et chambellan de Charles VI, tué en 1415 à la bataille d'Azincourt.

Charles de Châtillon épouse Isabelle de Joinville, dame d'Estraelles, fille d'Amé de Joinville, seigneur d'Estraelles. Note: Sans lien avéré (cf note sur la terre d'Estraelles), un "Jacques d'Estracelles" est porte bannière en 1346 de Charles II d'Alençon, frère du roi de France Philippe VI de Valois ; il accompagne aussi le duc de Lorraine et Louis de Châtillon ainsi que les comtes d'Auxerre et de Sancerre.
Charles de Châtillon se marie avec Jacqueline d'Anglure, fille d'Ogier VI d'Anglure, seigneur d'Anglure et Marguerite de Conflans.
Charles de Châtillon se marie avec Marie d'Arcelles, dame de Méry-sur-Seine, veuve de Jean de Sarrebruck, seigneur de Commercy. Elle meurt avant le 8 mars 1397.